# Bewegungsprofil
Ein Bewegungsprofil ist ein durch Datensammlung und -verknüpfung erstellter Datensatz, der es ermöglicht, die Bewegungen (ggf. sogar Handlungen) einer Person nachzuvollziehen und jene dadurch überwachen zu können.

## Definition
Quellen können die Mobilfunknetze (Funkzellen) sein. Ein Handy wählt sich in diese ständig ein und kann deshalb von Netzbetreibenden relativ genau geortet werden. Aber auch die Handys selbst können über GPS, WLAN oder Bluetooth Standorte ermitteln und speichern, sofern diese Funktion nicht deaktiviert ist. Moderne Fahrzeuge wie Autos oder Scooter zeichnen oft auch nahezu lückenlose Standortdaten auf.
Weil es sich bei solchen Bewegungsprofilen um personenbezogene Daten handelt, unterliegt ihre Verarbeitung oder Nutzung dem BDSG und ist somit nur mit Zustimmung der Betroffenen erlaubt.
Indem personenbezogene Bewegungsdaten aus verschiedenen Quellen chronologisch miteinander verknüpft werden, können Rückschlüsse auf eine Person gezogen werden. Dazu gehört beispielsweise, wann sie sich an welchem Ort aufhielt, was sie dort  kaufte sowie ob und welche Telefongespräche geführt wurden.

## Datenquellen zur Profilerstellung
Je nach Zweck stehen zur geographischen und Nutzerverfolgung z. B. folgende Möglichkeiten zur Verfügung:
- Daten die in modernen Kfz anfallen[3]
- Daten die in modernen Handys durch GPS, WLAN oder Bluetoothverbindungen erzeugt werden[1]
- Die Verfolgung von Einbuchungen bei Mobiltelefonen in ein GSM (2G,3G,4G,5G,6G)-Funknetz
- Verfolgung von Kunden und deren Kaufverhalten mittels Kundenkarten
- Verfolgung von Kunden mittels RFID-Chips auf Kaufhauswaren oder elektronischen Tickets z. B. in öffentlichen Verkehrsmitteln
- Kreditkartenbuchungen oder elektronische Zahlungen
- durch die Anpeilung von Funksignalen
- in Echtzeit durch die Verfolgung mittels positionssendender GPS-Ortungsgeräte o. ä.

Speziell durch die Verknüpfung von Daten aus mehreren Quellen ergibt sich die Möglichkeit, die Bewegungen einer Person nahezu lückenlos zu verfolgen.

## Nutzung
- Die Kriminalistik verwendet Bewegungsprofile zur Aufklärung von Verbrechen.[4]
- Ansätze zur Eindämmung der COVID-19-Pandemie (siehe hierzu: COVID-19-App) beruhten auf anonymen Bewegungsprofilen, die anhand von Mobiltelefon-Daten vieler Nutzer erstellt werden.